# Carole Boyce Davies
Carole Boyce Davies là một giáo sư, tác giả, và là học giả người Mỹ gốc Caribê, hiện là Giáo sư về Nghiên cứu Châu Phi và tiếng Anh tại Đại học Cornell. Bà là người nhận hai giải thưởng lớn trong năm 2017 gồm Giải thưởng Thành tựu trọn đời Franz Fanon từ Hiệp hội triết học Caribê và Giải thưởng người nghiên cứu Châu Phi xuất sắc từ Hiệp hội nghiên cứu châu Phi của bang New York. Bà đã giữ các vị trí giáo sư đầy ưu tú tại một số trường đại học và là tác giả hoặc biên tập viên của mười ba cuốn sách bao gồm ba phần Bộ Bách khoa toàn thư của người Diaspora châu Phi. Bà phục vụ trong Ủy ban khoa học quốc tế của UNESCO General History of Africa, Tập Chín. Bà đã thuyết giảng về các tác phẩm và kinh nghiệm của phụ nữ da đen, các vấn đề nữ quyền da đen và các vấn đề người di cư châu Phi tại các trường cao đẳng và đại học lớn ở Brazil, Châu Âu, Châu Phi, Caribbean, Úc, Ấn Độ và Trung Quốc. Bà đã giữ các chức vụ giáo sư thỉnh giảng tại các Đại học Northwestern, Hoa Kỳ, Đại học Brasília, Brazil, Đại học Ngoại ngữ Bắc Kinh, Trung Quốc và Đại học West Indies tại St. Augustine, Trinidad và Tobago. Là giám đốc của Viện nghiên cứu thế giới mới Châu Phi tại Đại học Quốc tế Florida, bà đã phát triển Hiệp hội Nghiên cứu Châu Phi và phục vụ trong Lực lượng đặc nhiệm của Ủy ban Giáo dục để thực hiện Nhiệm vụ của Florida về Giảng dạy về Trải nghiệm Người Mỹ gốc Phi.